# 13. nordlige breddekreds
Den 13. nordlige breddekreds (eller 13 grader nordlig bredde) er en breddekreds, der ligger 13 grader nord for ækvator. Den løber gennem Afrika, Asien, det Indiske Ocean, Stillehavet, Mellemamerika, Caribien og Atlanterhavet.